# 천사대교
천사대교(千四大橋)는 전라남도 신안군에 있는 국도 제2호선의 교량으로, 압해읍의 압해도와 암태면의 암태도를 연결하는 연륙교이다. 국내 최초 사장교와 현수교를 동시에 배치한 교량으로 총연장은 10.8km이며, 2019년 4월 4일 개통과 동시에 자동차 전용도로로 지정되었다.
천사대교는 신안군 비금도, 도초도, 하의도, 신의도, 장산도, 안좌도, 팔금도, 암태도, 자은도 9개면 섬들이 다이아몬드(◇)모양으로 펼쳐진 일명 ‘신안 다이아몬드 제도’를 연결하는 최단거리 육상 교통망을 완성한다.

## 개요
2001년 7월부터 압해도 송공항과 팔금도 고산리 6.7km 해상을 연결하는 다리를 건설하기 위한 타당성 조사와 기본설계 실시를 추진하기 시작했으며, 2005년 11월에는 대략적인 조감도가 발표되어 기획예산처에서 2005년 하반기 예비 타당성 조사사업으로 선정했다.
2007년 정부 예산에 새천년대교 설계비 10억원이 반영되어 2008년 익산지방국토관리청에서 2011년 착공 목표로 기본계획 용역이 진행되었으며, 2008년 9월 10일 정부에서 발표한 '5+2 광역경제권 발전계획' 30개 선도프로젝트에 새천년대교 건설 사업이 포함되어 건설에 탄력을 받게 되었다.
추진 중 기존 설계 교량이 3000t급 선박만 통항할 수 있도록 설계되어 있어 대형 선박 통행에 방해가 된다는 주장이 목포해양대학교 교직원들을 통해 제기되었으며, 이에 대해 익산지방국토관리청이 관계 부서와 협의하여 5000t급 선박이 통행할 수 있도록 설계가 변경되었다. 또한 초창기 계획 당시 2차로로 추진되었던 교량 폭도 향후 늘어날 교통 수요에 대응하기에는 부족하다는 지적에 따라 가변차로를 포함한 3차로로 확장하여 건설하는 것으로 변경되었다.
2009년 3월 16일 조달청에서 총 사업비 5500억원으로 일괄입찰(턴키) 공고가 게시되었으며 2010년 9월 15일에 착공해 2019년 4월 4일에 개통과 동시에 자동차 전용도로로 지정되었다.

## 연혁
- 2008년 9월 : 예비타당성조사 및 실시설계 완료
- 2010년 9월 15일 : 착공
- 2019년 4월 4일 : 천사대교 개통

## 명칭
교량 착공을 앞둔 2010년 7월 신안군의회에서 이 교량의 명칭을 새천년대교에서 김대중대교로 명칭을 변경하자는 건의문을 채택해 논란이 된 적 있다. 이후 김대중대교 명칭은 무안-신안간 연륙교에 부여되었고, 천사개의 섬이 있었다는데서 따서 천사대교로 확정되었다.

## 주의 사항
- 천사대교는 개통과 동시에 자동차 전용도로로 지정되어 있으므로 이로 인해 보행자, 자전거, 손수레, 우마차 등은 통행이 금지되어 있다. 이륜자동차(모터사이클 혹은 오토바이)의 경우는 긴급자동차로 지정된 이륜자동차(싸이카 및 소방용 모터사이클 등)에 한해 통행이 가능하나 그 밖의 이륜자동차와 초소형 전기자동차, 농기계 등은 통행이 금지되어 있다.

## 사건 및 사고
2013년 4월 19일 암태도 인근 해상을 지나던 1700t급 모래채취 운반선이 공사중인 이 다리 교각에 충돌해 교각 4개 중 2개가 완전히 파손되고 나머지 2개가 일부 파손되는 사고가 발생했다. 당시 모래채취 운반선 선장은 음주 상태로 운항하다 사고를 낸 것으로 드러났다.
2013년 12월에는 시공사인 대우건설의 일부 관계자가 하도급 업체로부터 돈을 상납받는 비리가 포착되어 공사현장사무소 등지가 압수수색 당했으며, 이 결과 수억원대 뇌물을 주고받은 사실이 적발되어 대우건설 현장소장과 하도급사 현장소장이 구속되었다.
2014년 4월에는 감사원에서 대한민국 내 도로건설사업을 대상으로 감사를 실시한 결과 새천년대교의 현수교 구간이 설계 과정에서 3차로에 해당하는 차량하중이 아닌 2차로에 해당하는 차량하중을 적용해 설계해 하중을 제대로 견디지 못하는 문제점이 발견되어 설계가 변경되었다.
2019년 7월에는 이 다리가 약한 바람에도 상하로 출렁거려서 안전성 논란이 생겼다.